# Pazzi-samenzwering
| de’ Medici | de’ Medici |
| ---------- | ---------- |
|            |            |
| Giuliano   | Lorenzo    |

De Pazzi-samenzwering was een complot in de Florentijnse Republiek gericht tegen de heersende familie de’ Medici, dat op 26 april 1478 leidde tot een dubbele moordaanslag, waarbij Giuliano de’ Medici het leven liet en zijn broer Lorenzo il Magnifico gewond kon ontkomen. De samenzwering werd beraamd door de familie Pazzi, met medewerking van de familie Salviati en in het bijzonder Francesco Salviati, aartsbisschop van Pisa. Zij hadden de steun van paus Sixtus IV, die het bestuur van de stad Florence in handen wilde plaatsen van Girolamo Riario, en van hertog Federico da Montefeltro. De macht van de Medici werd door het complot niet geknakt maar juist versterkt. Na twee jaar oorlog consolideerden en voltooiden zij hun usurpatie.

## Voorgeschiedenis
Al decennialang regeerde de bankiersfamilie Medici over Florence, mede door de steun van de bevolking, die profiteerde van de hoge welvaart en de gunstige belastingen. De adellijke families waren echter minder gecharmeerd van het bestuur en ondergingen vervolgingen, hoge belastingen en buitensluiting van het bestuur. De laatste groep had al twee keer zonder succes gepoogd een einde te maken aan de macht van de Medici. In 1458 was een aanslag op Cosimo de' Medici de Oude mislukt en in 1466 op Piero di Cosimo de' Medici. 
Buiten Florence werden de Medici gesteund door de hertogen van Milaan en de familie Bentivoglio uit Bologna, maar de verstandhouding met de Kerkelijke Staat verliep stroef. Dit had mede zijn oorzaak in het feit dat de Medici ook meer en meer invloed wilden uitoefenen over kerkelijke aangelegenheden, zoals onder meer benoemingen binnen kerkelijke functies. Hoewel Lorenzo de’ Medici in 1471 nog aanwezig was bij de kroning van paus Sixtus IV, waarbij hij ontvangen was met alle egards, keerde Sixtus IV zich al snel tegen Florence, mede doordat Florence haar invloed over de aangrenzende gebieden wilde doen laten gelden, gebieden die een buffer vormden tussen Florence en de Kerkelijke Staat. Ook de paus streefde gebiedsuitbreiding na, maar hij vreesde ook de macht die de Medici in Noord-Italië zouden krijgen.
In 1474 benaderde Sixtus de familie Pazzi in Florence, ook bankiers, om hem geld te verstrekken voor de aankoop van de vestingstad Imola, iets wat Lorenzo uitdrukkelijk verboden had en wat de familie Pazzi beloofd had niet te zullen doen. Na de aankoop van Imola benoemde Sixtus zijn neef Girolamo Riario als bestuurder van het gebied en benoemde hij Francesco Salviati, afkomstig uit een andere bankiersfamilie in Florence, in 1475 tot aartsbisschop van Pisa, een stad die inmiddels binnen het machtsgebied van Florence lag. Deze openlijke provocatie richting Lorenzo de’ Medici leidde tot de toename van vijandigheden tussen Florence en de pauselijke staat.

## De uitvoering
De invulling van het complot kwam tot stand door Francesco de’ Pazzi, Bernardo Bandini en kapitein Giovan Battista Montesecco, waarbij zij Raffaele Riario (een jonge kardinaal in opleiding) als afleidingsmanoeuvre inzetten om zo in de buurt van de Medici te komen. Eerdere pogingen tijdens privébezoeken mislukten, doordat de broers Lorenzo en Giuliano nooit tegelijkertijd aanwezig waren. Uiteindelijk werd gekozen voor zondag 26 april 1478 tijdens de heilige mis in de Dom van Florence.
Ten overstaan van tienduizend aanwezigen werd tijdens de eucharistie Giuliano de’ Medici met 19 messteken om het leven gebracht. Ook Lorenzo raakte gewond, maar wist te ontvluchten dankzij de hulp van Poliziano (Angelo Ambrogini). Een poging door leden van de Salviatifamilie, onder leiding van de aartsbisschop, om de Gonfaloniere van Florence gevangen te nemen mislukte en resulteerde in de gevangenneming van de Salviati, waarna de inwoners zich tegen de samenzweerders keerden.

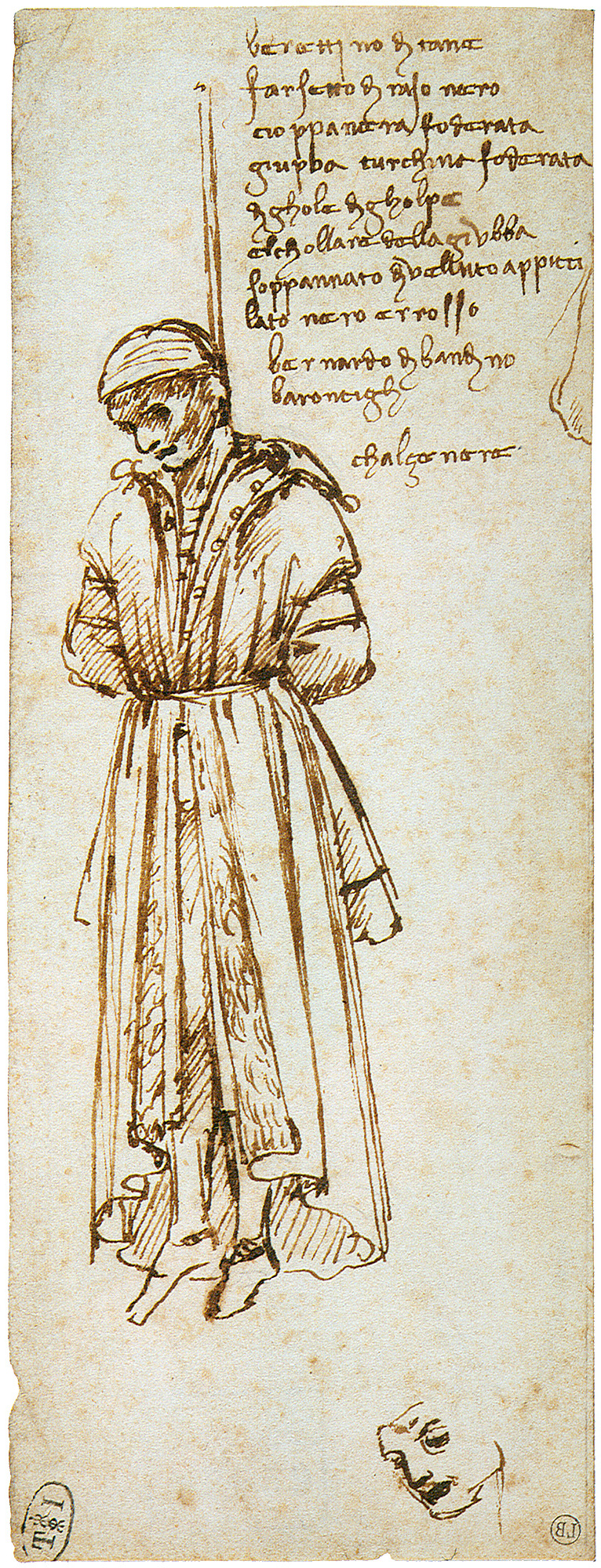
Ophanging van Bandini, door Leonardo da Vinci

Ondanks de oproep van Lorenzo aan de bevolking van Florence om de kalmte te bewaren en het recht niet in eigen hand te nemen, werden leden van de families Salviati en Pazzi opgepakt en vermoord, waarbij de lichamen demonstratief aan de gevel van het Palazzo Vecchio werden gehangen (onder andere de aartsbisschop en Francesco de’ Pazzi). Giovan Battista Montesecco werd onthoofd, maar Bernardo Bandini wist te ontkomen en vluchtte naar Constantinopel. Daar werd hij alsnog opgepakt en door sultan Mehmet II uitgeleverd aan Florence, waar Bandini de dood vond door ophanging.
De familie Pazzi, met inmiddels vele leden vermoord, werd verdreven uit Florence en beroofd van al hun bezittingen.

## Nasleep
Als reactie op het (deels) mislukken van de samenzwering plaatste Sixtus IV de stad Florence onder interdict, met als belangrijkste reden de moord op de aartsbisschop. Tevens riep hij de koning van Napels Ferdinand op om samen met de pauselijke legers op te trekken tegen Florence, dat op dat moment de steun van Milaan en Bologna ontbeerde. Door diplomatie van Lorenzo werd actie tegen Florence voorkomen, maar ook de Ottomaanse aanval op Otranto in 1480 droeg ertoe bij dat de vijandelijkheden tussen de Italiaanse gebieden verminderden.
Onder paus Innocentius VIII slaagde Lorenzo erin om zijn tweede zoon, Giovanni, op 13-jarige leeftijd tot kardinaal te verheffen (de latere paus Leo X).

## In kunst en cultuur
In opdracht van het Florentijnse stadsbestuur schilderde Sandro Botticelli midden 1478 een groot fresco dat acht geëxecuteerde samenzweerders weergaf, hangend aan de nek of aan een voet. Dergelijke pitture infamante waren gebruikelijk. Onder elk portret was een geringschattend epigram van Lorenzo de' Medici aangebracht. Het fresco werd verwijderd toen in 1494 het republikeins-theocratisch bewind van Girolamo Savonarola aantrad.
De Pazzi-samenzwering blijft moderne schrijvers en game-ontwerpers inspireren:
- Matteo Strukul, Het huis De Medici (I Medici. Un uomo al potere), 2018: historische fictie
- Jeanne Kalogridis, Het portret van Mona Lisa (I, Mona Lisa), 2006: In deze historische roman wordt een link gelegd tussen de Pazzi-samenzwering en het ontstaan van da Vinci’s Mona Lisa.
- Thomas Harris, Hannibal, 1999: De schrijver laat 26 april 1478 indirect herleven; de corrupte politieman Rinaldo Pazzi ondervindt uiteindelijk hetzelfde lot als zijn illustere voorvaderen en wordt buiten het Palazzo Vecchio opgehangen.
- Assassin's Creed 2, 2009: Deze videogame speelt zich eveneens af rond deze samenzwering, waarbij Ezio Auditore Da Firenze de ophanging van Francesco De' Pazzi uitvoert.